# MusicBrainz
MusicBrainz е проект, който цели да създаде свободна музикална база данни, сходна на проекта FreeDB. MusicBrainz е създадена в ответ на ограниченията, наложени върху базата данни на компактдискове (CDDB), база данни за софтуерни апликации, с които се идентифицират аудио CD в интернет.
MusicBrainz цели да бъде не само място за търсене на метаданни (информация за изпълнители, артисти, автори на текстове и т.н.) за дискове, а и структурирана свободна онлайн база данни за музика.

## Характеристика
MusicBrainz съхранява информация за изпълнители, техните творби и връзките помежду им. Записаните произведения се отчитат в базата данни, като се вписват заглавието на албума, имената на песните и продължителността на всяка песен. Отчетите са поддържани от редактори доброволци, които следват насоки и правила, предварително приети от обществото на MusicBrainz. Записите могат също да съдържат информация за дата на издаване и държава, идентификационен номер на CD, обложка и др. До 26 юли 2016 г. MusicBrainz съдържа информация за около 1.1 милиона изпълнители, 1.6 милиона албума и 16 милиона записа.